# Venatrix speciosa
Venatrix speciosa là một loài nhện trong họ Lycosidae.
Loài này thuộc chi Venatrix. Venatrix speciosa được Ludwig Carl Christian Koch miêu tả năm 1877.